# Susanne Teichmanis
Susanne Teichmanis (* 21. März 1968 in Unna), geb. Kindler, gesch. Jaschinski, ist eine ehemalige deutsche evangelische Kirchenjuristin und heutige Supervisorin.

## Leben
Susanne Teichmanis wuchs in Lübbecke, Kreis Minden, auf und legte ihr Abitur 1987 am Wittekind-Gymnasium in Lübbecke ab. Danach absolvierte sie zunächst ein Diakonisches Jahr an den Von Bodelschwinghschen Stiftungen Bethel in Bielefeld. Später studierte sie an der Universität des Saarlandes in Saarbrücken Rechtswissenschaften. Während ihres Jurastudiums von 1990 bis 1994 in Saarbrücken war sie zunächst studentische und nach dem 1. juristischen Staatsexamen wissenschaftliche Hilfskraft bei Michael Martinek. Sie wurde dort mit einer konzernrechtlichen Arbeit 1997 als 17. Doktorandin von Martinek promoviert. Nach dem Referendariat von 1996 bis 1998 am Oberlandesgericht Saarbrücken und dem Zweiten Staatsexamen war Teichmanis zunächst bis 2002 Rechtsanwältin in einer süddeutschen Wirtschaftskanzlei. Von 2003 bis 2007 war sie Richterin am Landgericht Saarbrücken mit Schwerpunkt im privaten Baurecht.
Im Ehrenamt war Teichmanis Vorsitzende eines Gemeindekirchenrates sowie Vorsitzende des Kuratoriums des Klosters Stift zum Heiligengrabe in Brandenburg. Sie war bis zum 31. März 2016 für die Landeskirche in Baden Mitglied der 12. EKD-Synode

### Oberkirchenrätin
Teichmanis wurde im Jahr 2007 als Nachfolgerin von Jörg Winter zur Oberkirchenrätin der Evangelischen Landeskirche in Baden gewählt. Als Mitglied der Kirchenleitung trug sie besondere Verantwortung für die Bereiche Recht und Rechnungsprüfung. Dies umfasste neben der kirchlichen Gesetzgebung und der Arbeitsrechtssetzung als Vorsitzende der Arbeitsrechtlichen Kommission vor allem die Rechtsberatung von Kirchenkreisen und Gemeinden sowie die Aufsicht über kirchliche Stiftungen. Susanne Teichmanis verantwortete die kirchenrechtliche Ausbildung der Pfarrerinnen und Pfarrer. In der Leitung des Karlsruher Foyers Kirche und Recht konzipierte und gestaltete sie regelmäßig Diskussionsveranstaltungen für Angehörige der in Karlsruhe ansässigen obersten Bundesgerichte.
Von 2016 bis März 2021 war Teichmanis  juristische Oberkirchenrätin der Evangelisch-Lutherischen Kirche in Oldenburg und hauptamtliches Mitglied des Oberkirchenrat-Kollegiums und des Gemeinsamen Kirchenausschusses. Teichmanis vertrat außerdem die Evangelisch-Lutherische Kirche in Oldenburg gemeinsam mit dem amtierenden Bischof im Rat der Konföderation evangelischer Kirchen in Niedersachsen, dessen stellvertretenden Vorsitz sie von Dezember 2017 bis Dezember 2020 innehatte.
Sie war ferner von April 2016 bis März 2021 Mitglied in der Kirchenkonferenz der Evangelischen Kirche in Deutschland. Auch war sie im selben Zeitraum Mitglied in der Arbeits- und Dienstrechtlichen Kommission der Konföderation evangelischer Kirchen in Niedersachsen. Von Oktober 2017 (Neukonstituierung der Kommission) bis März 2021 war sie für die laufende Sitzungsperiode alternierende Vorsitzende (Arbeitgeberseite) der Kommission. Mit Beschluss vom 5. September 2018 berief die Kirchenkonferenz der EKD Teichmanis in den Beauftragtenrat gegen sexuellen Missbrauch und sexualisierte Gewalt in der Kirche, dem neben ihr die Hamburger Bischöfin Kirsten Fehrs, der Badener Bischof Jochen Cornelius-Bundschuh, der Braunschweiger Landesbischof Christoph Meyns und der bayerische Landeskirchenamtsleiter Nikolaus Blum angehören.
Teichmanis führte die Umstellung des kameralen Haushaltes auf die Doppik erfolgreich durch und konnte bereits nach siebenmonatiger Amtszeit für das Jahr 2017 den ersten Haushalt mit Eröffnungsbilanz in der 6. Tagung der 48. Synode der Ev.-Luth. Kirche in Oldenburg vorlegen.
Teichmanis gab im Dezember 2020 ihren Rücktritt aus privaten Gründen zum 1. April 2021 bekannt. Seitdem ist sie unter Fortfall der Dienstbezüge beurlaubt und wird bis auf weiteres auf einer zusätzlichen Planstelle geführt. Seit Anfang 2022 ist Teichmanis als Supervisorin und Coach in Süddeutschland tätig.

### Position zum Kirchlichen Arbeitsrecht
Als Vorsitzende der Arbeits- und Dienstrechtlichen Kommission der Konföderation evangelischer Kirchen in Niedersachsen hat Teichmanis einen differenzierten Standpunkt zum sogenannten „Dritten Weg“ des kirchlichen Arbeitsrechtes. So führte sie in der Radiosendung WDR-Lebenszeichen – Ich arbeite, also bin ich vom 1. Mai 2018 aus, dass es zwar aufgrund des Umstandes, dass Arbeitgeber und Arbeitnehmer in der Kirche Teil derselben Dienstgemeinschaft sind, keine Interessengegensätze gibt. Das führe zur kirchenrechtlichen Unzulässigkeit von Arbeitskampfmaßnahmen wie Aussperrung und Streik. Andererseits aber sei sie persönlich der Auffassung, dass man den größeren Schritt gehen müsse zu ganz normalen Tarifverträgen mit der Möglichkeit von Arbeitskampfmaßnahmen. Der dritte Weg sei nicht „heilsnotwendig“.

### Persönliches
Teichmanis ist verheiratet mit dem Rechtsanwalt und Kirchenmusiker Horst Teichmanis und hat zwei Kinder.

## Veröffentlichungen
- Susanne Jaschinski, mit Barbara von Horstig und Claudia Ossola-Harig: Die kleine AG: Recht, Steuern, Praxis. Mit Mustern zur Gründung, Satzung, Register-Anmeldung, Hauptversammlung Verlag C.H. Beck, München 2008, ISBN 978-3-406-57514-3.
- Susanne Jaschinski: Die Haftung von Schwestergesellschaften im GmbH-Unterordnungskonzern: Ein Beitrag zum Konzernverfassungsrecht (Saarbrücker Studien zum Privat- und Wirtschaftsrecht). Verlag Peter Lang, Saarbrücken 1997, ISBN 3-631-32234-8.